# Mijaca
Mijaca je naselje u općini Vrgorac, Splitsko-dalmatinska županija, Republika Hrvatska.
Nalazi se ispod planine Milina Zasida kojoj je nadmorska visina 1008 m/nm.
Samo selo je na visini od 500-550 m/nm.

## Općenito
Podaci o prvim stanovnicima su nepoznati ali diljem sela nalaze se brojne ilirske grobnice, takozvane "gomile". I danas dužinom granice nalaze se ostatci manjih karaula i stražarnica iz doba hrvatsko-turskog rata. Mijaca pripadaju pod Grad Vrgorac, te su organizirana kao Mjesni odbor. U Mijacima se nalazi, preko 150 godina stara crkva Velike Gospe, koja je i zaštitnica mjesta, koju Mijaca dijele sa selom Jabukom (BIH). Selo se nalazi uz granicu Republike Hrvatske s Bosnom i Hercegovinom. 
Mijaca imaju i četverogodišnju pučku školu. 2007. godine selo je dobilo i uličnu rasvjetu. Selo se sastoji od više zaselaka (Kurilji, Grljušići, Vlaka, Draga, Donja Mijaca). S juga selo štiti brdo Dobriševica (Mijačko brdo). U Mijacima se nalaze sljedeća prezimena: Kurilj, Grljušić, Roso, Opačak, Grubišić i Ivandić. Mijaca nemaju vlastitu župu, već pripadaju župi "Gospe od Zdravlja" Poljica Kozička kojoj su pripojeni 1955. godine,a do tada su pripadali župi Stilja.

## Stanovništvo
Prema popisu iz 2011. naselje je imalo 95 stanovnika. Pad broja stanovnika započeo je već nakon 1921. godine, ali nikada pad nije bio tako velik kao u razdoblju od 1971. do 1981. godine. Mijaca su najveći gubitak doživjela tijekom i nakon Drugog svjetskog rata, kada su iz ovog malog mjesta stradala 23 hrvatska vojnika. Po ostvarenju samostalne Hrvatske Mijačani su podigli spomen obilježje svojim sumještanima koji su poginuli u 2. svjetskom ratu. Pored navedenoga spomenika nalazi se i spomen-ploča nepoznatom hajduku koji je pokopan na tome mjestu. 
Brojni su stanovnici sela sudjelovali i u Domovinskom ratu, među najistaknutijim ljudima koje vuku porijeklo iz sela su i dva generala HV-a, Damir Krstičević i Ante Roso.
| broj stanovnika | 167   |       | 174   | 220   | 254   | 265   | 306   | 360   | 407   | 448   | 465   | 394   | 298   | 163   | 126   | 95    | 30    |
|                 | 1857. | 1869. | 1880. | 1890. | 1900. | 1910. | 1921. | 1931. | 1948. | 1953. | 1961. | 1971. | 1981. | 1991. | 2001. | 2011. | 2021. |